# Marguerite Sirvins
Marguerite Sirvins, née le 29 décembre 1890 à La Canourgue et morte en 1957, est une artiste textile française associée à l'art brut.

## Biographie
Fille de Jean Sirvins, agent voyer, et d'Alexia Boucherle, ménagère, mariés en 1888 à Saint-Laurent-des-Arbres, Margueritte Virginie Alexia Sirvins naît à La Canourgue en 1890. 
Elle développe des symptômes de schizophrénie à l'âge de 41 ans. En 1931, elle est enfermée à l'hôpital de Saint-Alban où elle réside jusqu'à la fin de sa vie. Elle commence à dessiner à la fin de la Seconde Guerre mondiale, en 1944. 
Marguerite Sirvins cesse ses créations en 1955, peu de temps avant sa mort, du fait d'une aggravation de ses symptômes. Elle meurt deux ans plus tard. 
En 2015, Marguerite Sirvins fait l'objet de deux romans : Un lieu sans raison d'Anne-Claire Decorvet, prix 2016 du public de la Radio télévision suisse ; La Robe de mariée de Katherine Battaiellie.

## Œuvre
Les œuvres de Marguerite Sirvins comprennent des aquarelles et des tableaux brodés. Pour ces derniers, elle utilise une base de chiffons et des fils de soie ou de laine, récupérés en détissant des tapis trouvés dans les ordures. Elle travaille sans croquis préparatoires. 
Sa création la plus notable est une robe de mariée, pour le mariage auquel elle aspire. La robe a été faite à partir de fils de draps usés au crochet. 

## Collections
Son travail est exposé dans plusieurs musées et institutions culturelles spécialisés dans l'art brut ou l'art naïf.
- Collection de l'art brut à Lausanne
- Lille Métropole Musée d'Art moderne, d'Art contemporain et d'Art brut à Villeneuve d'Ascq.

## Sources
- Archives du Centre hospitalier François-Tosquelles (hôpital psychiatrique de Saint-Alban), Archives départementales de la Lozère, cote HDT 132[7]